# Райолл, Себастьян
Себастьян Джон Генри Райолл (англ. Sebastian John Henry Ryall; 18 июля 1989, Сидней, Австралия) — австралийский футболист, защитник.

## Карьера

### Молодёжная карьера
Райолл начинал заниматься футболом в Сиднее в клубе «West Pymble Soccer Club», где играл на позиции полузащитника и нападающего, позднее выступал на позиции  защитника в клубах «НСВИС» и  «АИС».

### Клубная карьера
В 2007 году выступал за команду «АИС» в Премьер-лиге штата Виктория.
В начале сезона 2007/08 подписывает двухлетний контракт с клубом «Мельбурн Виктори». Дебютировал в составе клуба 7 сентября 2007 года в третьем раунде А-Лиги против «Аделаида Юнайтед». За клуб провел 24 матча и стал чемпионом сезона 2008/09.

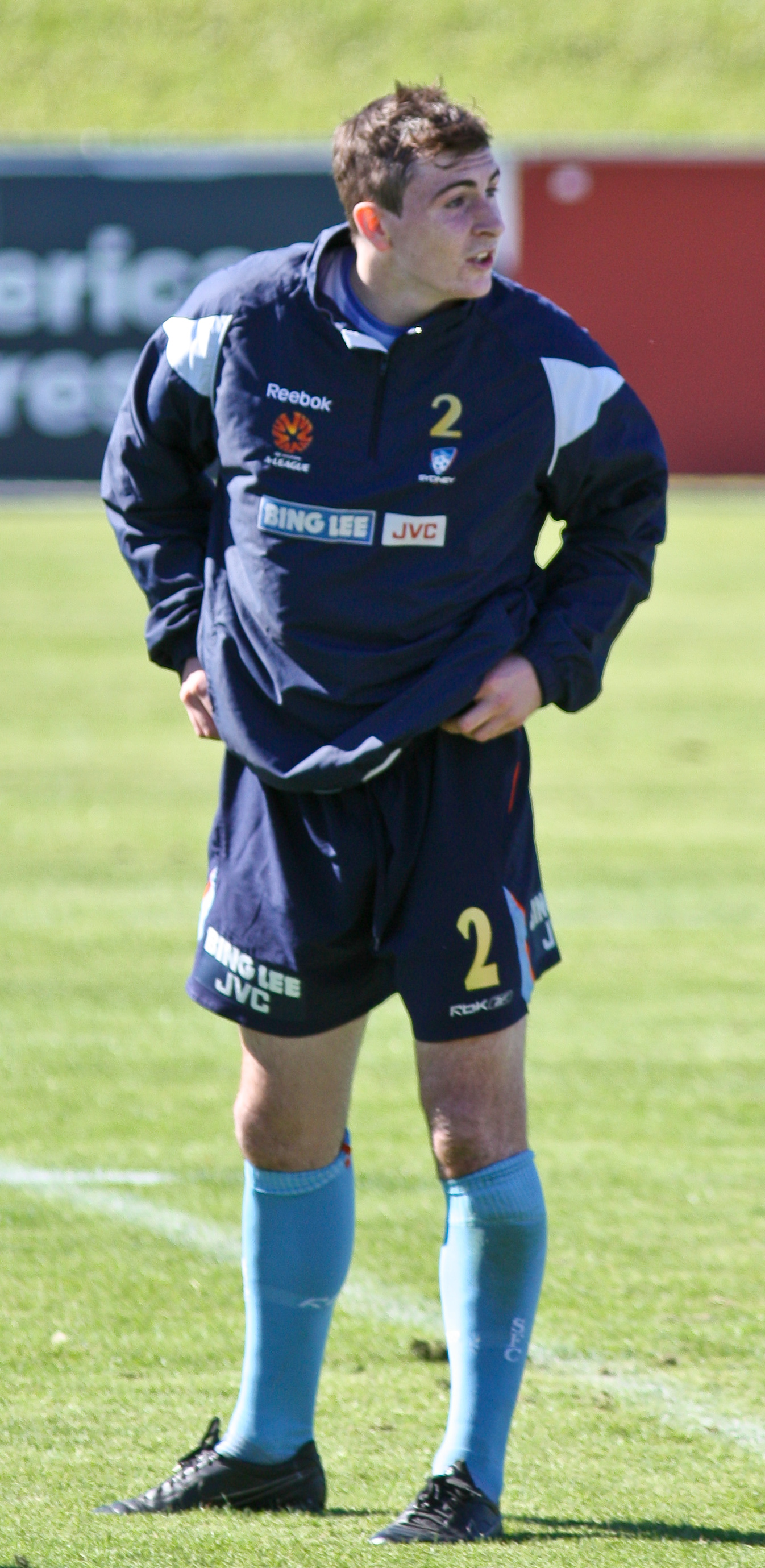
Райолл на тренировке с «ФК Сидней»

В апреле 2009 года подписывает контракт с клубом «Сидней», дебютировал в составе клуба в матче против клуба «Голд-Кост Юнайтед» в  5 сентября 2009 года. Первый гол забил 26 января 2012 года в ворота своего бывшего клуба «Мельбурн Виктори», менее чем за минуту после того как вышел на замену вместо Риана Гранта..  Также в составе клуба становился чемпионом сезона 2009/10.
17 января 2018 года Себастьян расторг контракт с клубом, по причине того, что он разочаровался и хочет сделать перерыв, используя другие возможности вне футбола, что возможно вернет его страсть к игре..  

### Международная карьера
В 2007 и 2008 году Себастьян являлся капитаном молодёжной сборной Австралии. Из-за дисквалификации из-за 2009 году, из-за уголовного расследования, пропустил отборочные к молодёжному чемпионату мира 2009 года. 
После годового отлучения от всех сборных Австралии, в сентябре 2010, был вызван в олимпийскую сборную Австралии тренером Аурелио Видмаром для участия в турнире Четырёх Нация который проходил во Вьетнаме.

## Уголовное расследование
15 мая 2009 года Райоллу было предъявлено обвинение в сексуальных отношениях с 13-летней девочкой.  Предполагаемый инцидент произошёл в январе 2008 года. Он был отстранен от участия в футбольных матчах в Австралии до 3 сентября 2009 года, а также отстранен от участия в матчах за сборные Австралии по решению Футбольной федерации Австралии.
В феврале 2010 года началось судебное заседание по данному делу в Сиднее. 15 мая 2010 года государственный обвинитель снял обвинения против Райолла. Сам Себастьян утверждал что думал что девушке было 16 лет и то что они «просто целовались».

## Достижения
- Победитель Чемпионата АСЕАН среди юниоров: 1 (2008)
- Победитель А-Лиги: 1 (2008/09, 2009/10)